# Ramón Calderé
Ramón María Calderé del Rey (Vila-rodona, 16 de janeiro de 1959) é um ex-futebolista e treinador de futebol espanhol.

## Carreira
Ramón Calderé fez parte do elenco da Seleção Espanhola de Futebol da Copa do Mundo de 1986. Ele fez quatro presenças e dois gol, frente a Bélgica.

## Títulos

### Jogador
Barcelona
- La Liga: 1984–85
- Copa del Rey: 1987–88

### Treinador
Gavà
- Tercera División: 2000–01

Teruel
- Tercera División: 2009–10

Castellón
- Tercera División: 2014–15